# Не (Атлантические Пиренеи)
Не (фр. Nay) — коммуна во Франции, находится в регионе Аквитания. Департамент — Атлантические Пиренеи. Административный центр кантона Узом, Гав и Рив-дю-Не. Округ коммуны — По.
Код INSEE коммуны — 64417.

## География

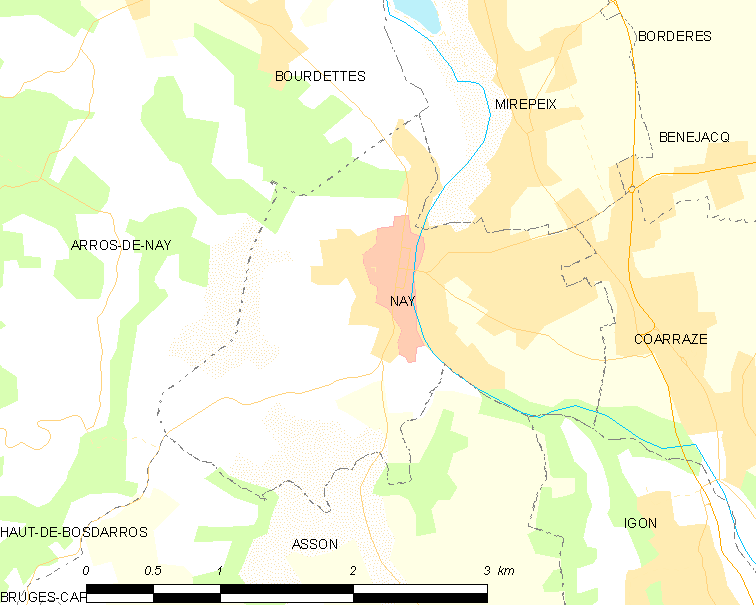
Карта коммуны

Коммуна расположена приблизительно в 670 км к югу от Парижа, в 190 км южнее Бордо, в 16 км к юго-востоку от По.
По территории коммуны протекают реки Гав-де-По и Беес.

### Климат
Климат тёплый океанический. Зима мягкая, средняя температура января — от +5°С до +13°С, температуры ниже −10 °C бывают редко. Снег выпадает около 15 дней в году с ноября по апрель. Максимальная температура летом порядка 20-30 °C, выше 35 °C бывает очень редко. Количество осадков высокое, порядка 1100 мм в год. Характерна безветренная погода, сильные ветры очень редки.

## Население
Население коммуны на 2010 год составляло 3218 человек.
| 1962 | 1968 | 1975 | 1982 | 1990 | 1999 | 2010 |
| ---- | ---- | ---- | ---- | ---- | ---- | ---- |
| 3444 | 3440 | 3171 | 3275 | 3294 | 3202 | 3218 |

## Администрация
| Период | Период | Фамилия               | Партия                             | Примечания                   |
| ------ | ------ | --------------------- | ---------------------------------- | ---------------------------- |
| ?      | 1995   | Мишель Канте          | Объединение в поддержку республики | генеральный советник кантона |
| 1995   | 2001   | Морис Трьеп-Капдевиль |                                    |                              |
| 2001   | 2008   | Робер Мальтер         |                                    |                              |
| 2008   | 2020   | Ги Шабру              | Радикальная левая партия           |                              |

## Экономика
В 2010 году среди 1907 человек трудоспособного возраста (15-64 лет) 1349 были экономически активными, 558 — неактивными (показатель активности — 70,7 %, в 1999 году было 66,9 %). Из 1349 активных жителей работали 1200 человек (615 мужчин и 585 женщин), безработных было 149 (72 мужчины и 77 женщин). Среди 558 неактивных 171 человек были учениками или студентами, 198 — пенсионерами, 189 были неактивными по другим причинам.

## Достопримечательности
- Церковь Св. Викентия (XV век). Исторический памятник с 1945 года[9]
- Часовня Св. Иосифа (1897 год)[10]
- Четырёхугольный дом Жанны д’Альбре с внутренним двором (XVI век). Исторический памятник с 1862 года[11]

## Фотогалерея

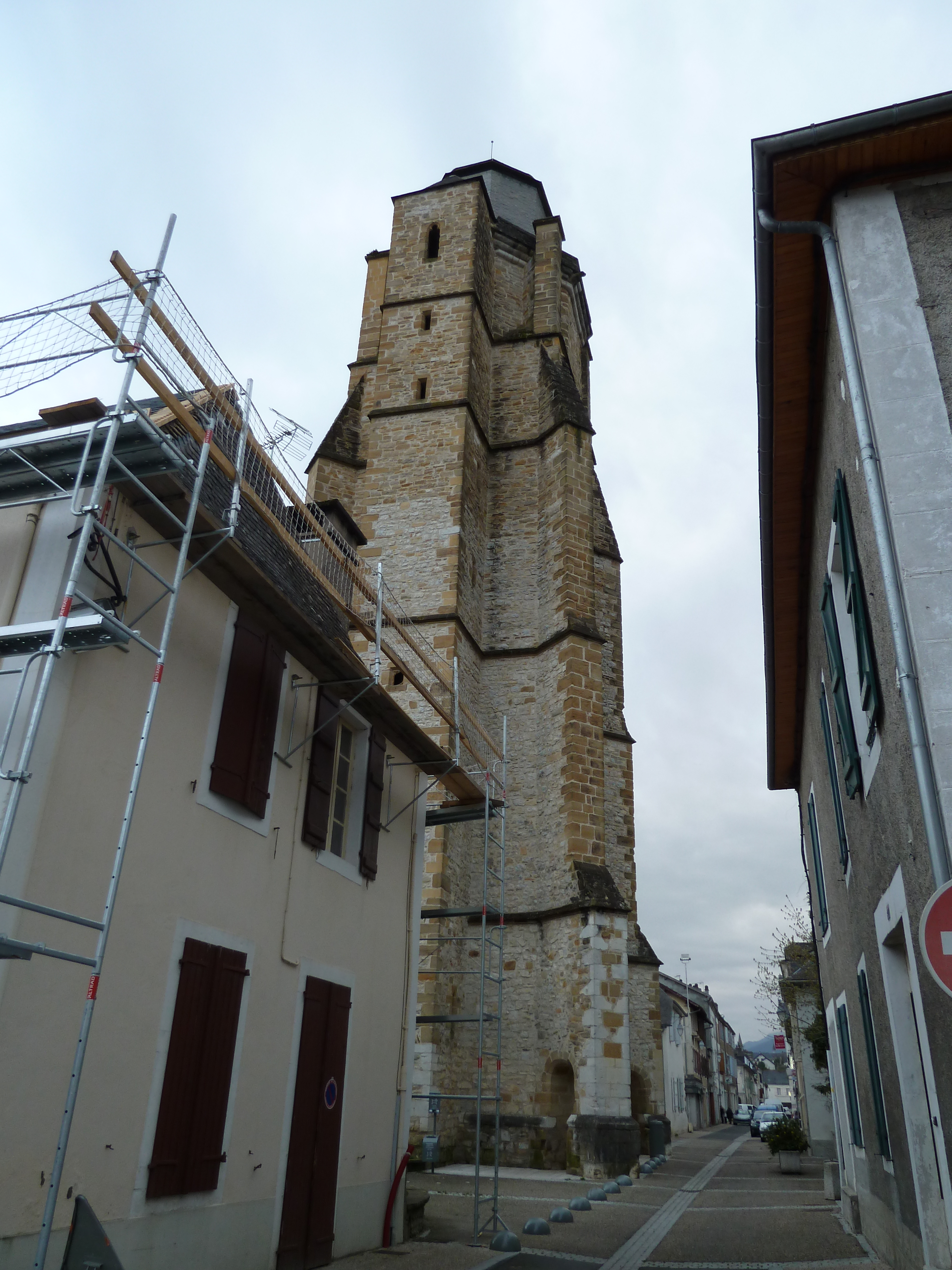
Церковь Св. Викентия
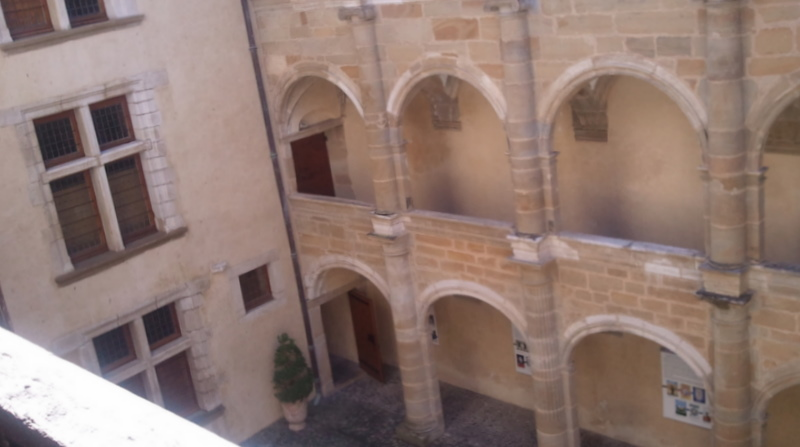
Дом Жанны д’Альбре
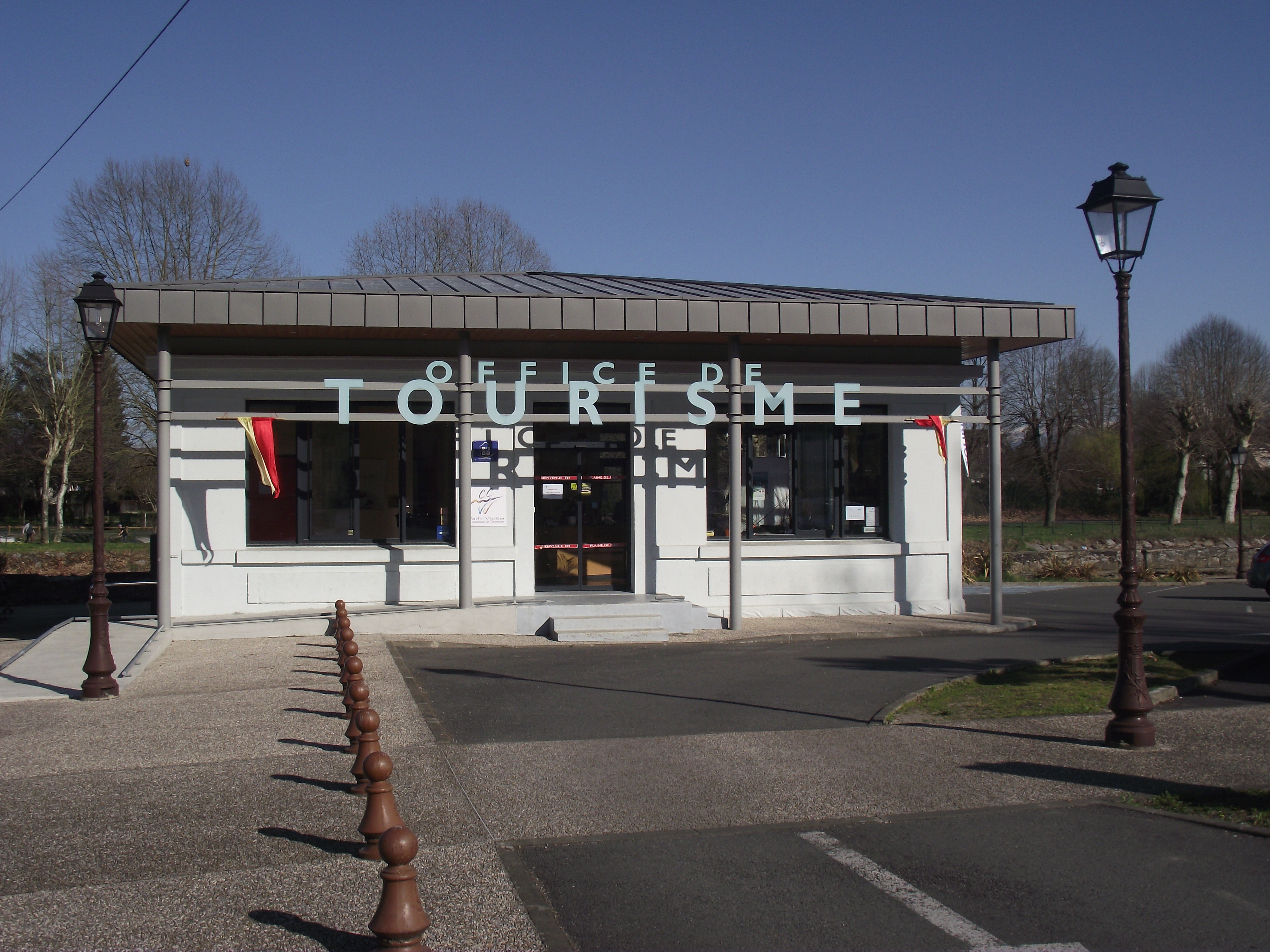
Туристический офис
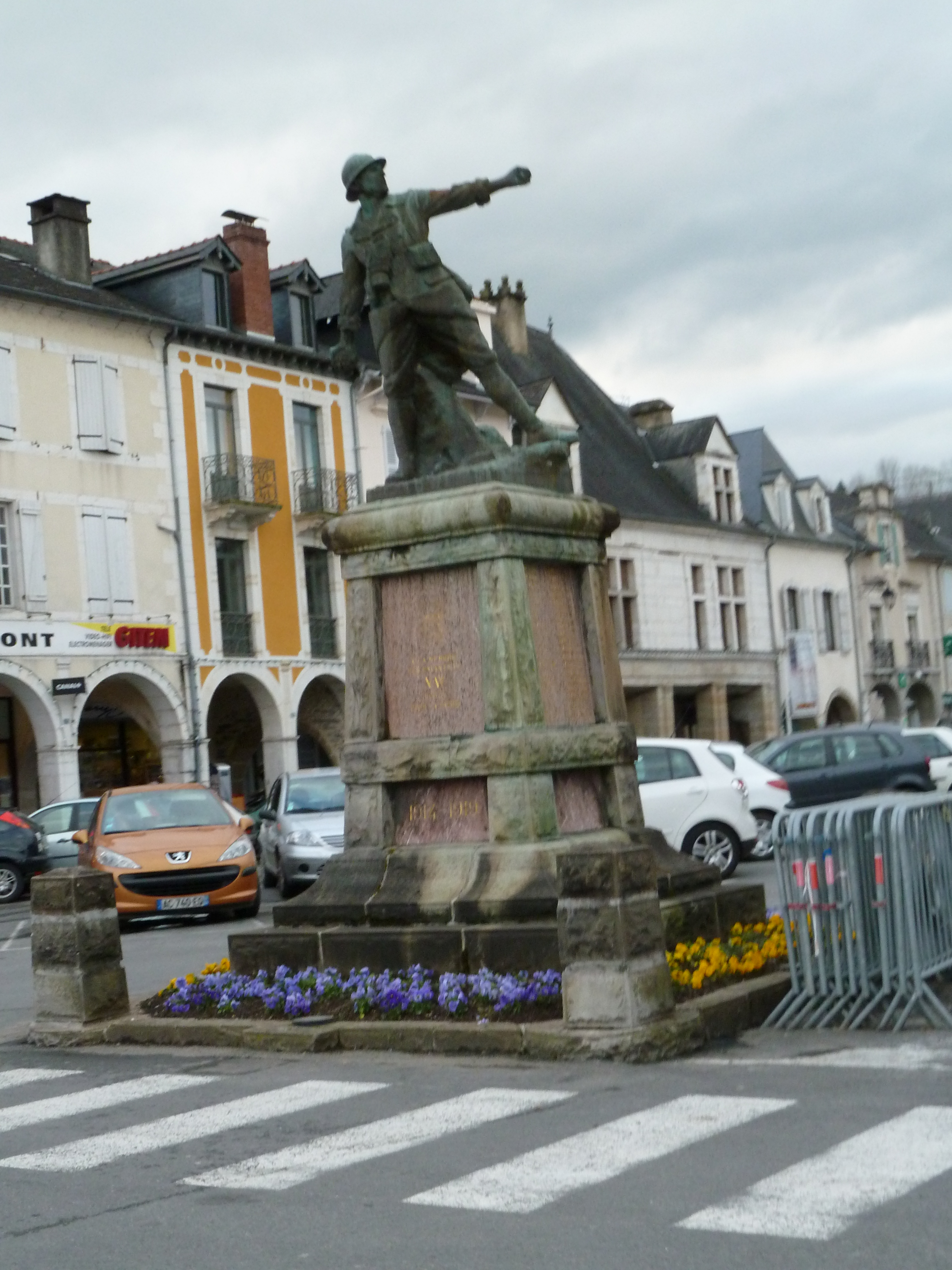
Военный мемориал
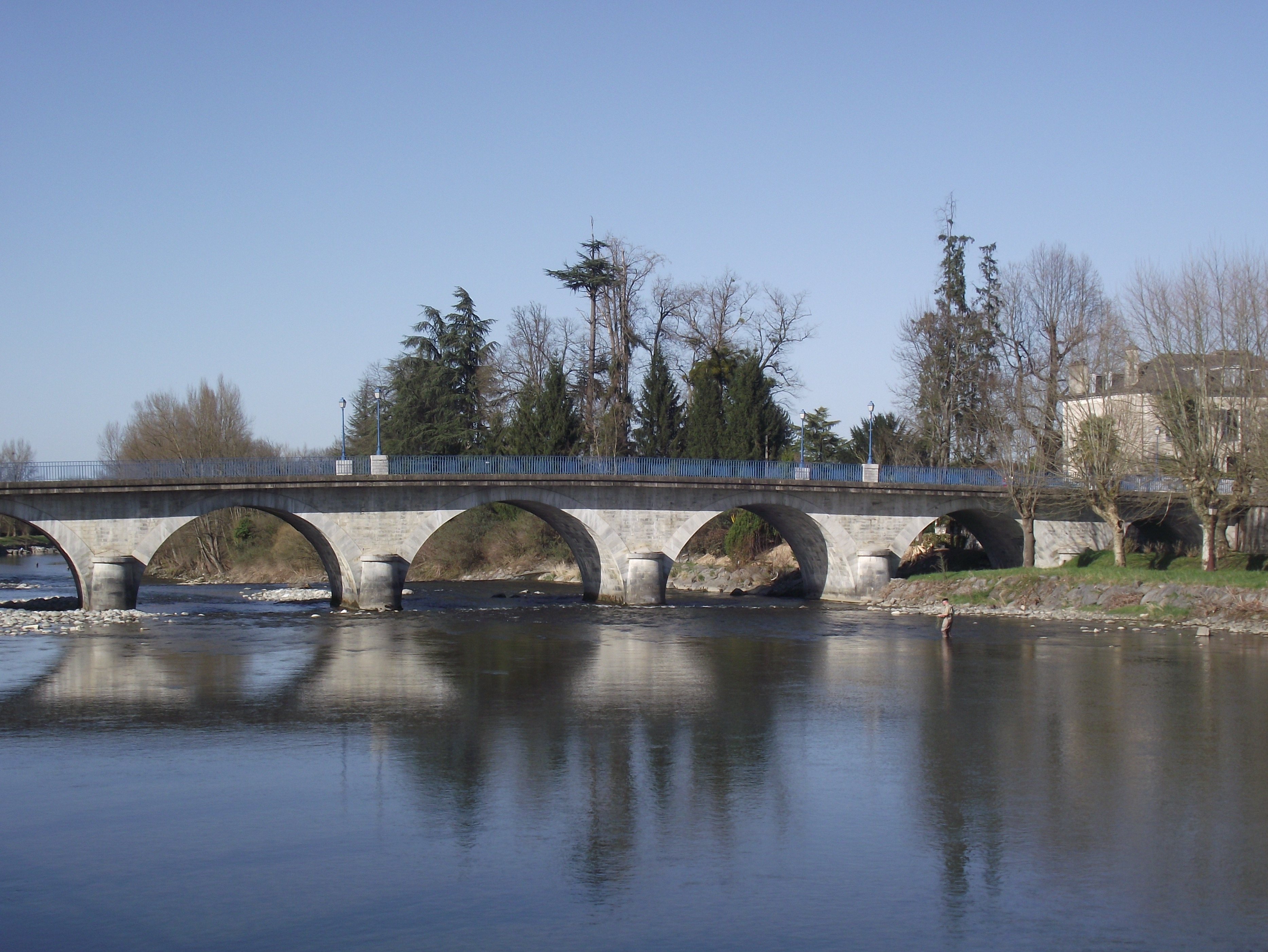
Мост через реку Гав-де-По